# ابیگری، کوپال
ابیگری، کوپال (به لاتین: Abbigeri, Koppal) در هند است که در کارناتاکا واقع شده‌است.